# Andrew Schnell
Andrew Jonathan Schnell (* 1. November 1991 in Calgary) ist ein ehemaliger kanadischer Squashspieler.

## Karriere
Andrew Schnell begann seine professionelle Karriere in der Saison 2011 und gewann vier Titel auf der PSA World Tour. Seine höchste Platzierung in der Weltrangliste erreichte er mit Position 60 im Oktober 2016. Mit der kanadischen Nationalmannschaft nahm er 2011, 2013 und 2017 an der Weltmeisterschaft teil.
Bei Panamerikanischen Spielen gewann er 2011 mit der kanadischen Mannschaft die Silbermedaille. 2015 errang er an der Seite seines Bruders Graeme im Doppel ebenfalls die Silbermedaille. Im Mannschaftswettbewerb gewann er mit Kanada Gold. 2019 sicherte er sich in Lima jeweils im Mixed und mit der Mannschaft die Bronzemedaille. 2016 und 2018 wurde er kanadischer Meister.

## Erfolge
- Gewonnene PSA-Titel: 4
- Panamerikanische Spiele: 1 × Gold (Mannschaft 2015), 2 × Silber (Mannschaft 2011, Doppel 2015), 2 × Bronze (Mixed und Mannschaft 2019)
- Kanadischer Meister: 2016, 2018